# Punta del Este Challenger 1997
Il Punta del Este Challenger 1997 è stato un torneo di tennis facente parte della categoria ATP Challenger Series nell'ambito dell'ATP Challenger Series 1997. Il torneo si è giocato a Punta del Este in Uruguay dal 17 al 23 febbraio 1997 su campi in terra rossa.

## Vincitori

### Singolare
Marco Meneschincheri ha battuto in finale  Juan Antonio Marín con il punteggio di 6–7, 6–1, 6–4.

### Doppio
Daniel Orsanic /  Martin Rodriguez hanno battuto in finale  Nelson Aerts /  Fernando Meligeni con il punteggio di 6–2, 6–4.